# Mount Washington (Kentucky)
Mount Washington és una població dels Estats Units a l'estat de Kentucky. Segons el cens del 2000 tenia 13.598 habitants.

## Demografia
Segons el cens del 2000, Mount Washington tenia 8.485 habitants, 3.111 habitatges, i 2.445 famílies. La densitat de població era de 613,5 habitants/km².
Dels 2.445 habitatges en un 43,8% hi vivien nens de menys de 18 anys, en un 62,3% hi vivien parelles casades, en un 12,2% dones solteres, i en un 21,4% no eren unitats familiars. En el 17,7% dels habitatges hi vivien persones soles el 5,3% de les quals corresponia a persones de 65 anys o més que vivien soles. El nombre mitjà de persones vivint en cada habitatge era de 2,69 i el nombre mitjà de persones que vivien en cada família era de 3,03.
Per edats la població es repartia de la següent manera: un 29% tenia menys de 18 anys, un 8,9% entre 18 i 24, un 34,8% entre 25 i 44, un 18,6% de 45 a 60 i un 8,7% 65 anys o més.
L'edat mediana era de 32 anys. Per cada 100 dones de 18 o més anys hi havia 90 homes.
La renda mediana per habitatge era de 43.813 $ i la renda mediana per família de 46.507 $. Els homes tenien una renda mediana de 35.439 $ mentre que les dones 23.600 $. La renda per capita de la població era de 18.495 $. Entorn del 5,9% de les famílies i el 7,9% de la població estaven per davall del llindar de pobresa.

## Poblacions més properes
El següent diagrama mostra les poblacions més properes.